# Manuel Va
Manuel Va Esteve, né le 18 novembre 1913 à Barcelone et mort dans la même ville le 17 octobre 1997, est un footballeur espagnol de l'UE Sant Andreu et du FC Barcelone qui jouait au poste d'avant-centre.

## Biographie
Après avoir commencé à jouer avec le FC Sant Cugat, Manuel Va effectue la plus grande partie de sa carrière sportive au sein de son club de cœur : l'UE Sant Andreu. Il commence à jouer dans ce club en 1932.
En 1933, il rejoint le CE Sabadell, puis l'année suivante le CE Júpiter, et en 1935 le FC Vic. En 1936, il retourne à l'UE Sant Andreu
Il joue la saison 1940-1941 avec le FC Barcelone. Il débute avec le Barça le 29 septembre 1940. Il joue 11 matches officiels avec le Barça, et inscrit 2 buts.
La meilleure étape de sa carrière se déroule de 1941 à 1952, période durant laquelle il est titulaire indiscutable avec l'UE Sant Andreu malgré la présence de joueurs comme Munné ou Mariano Martín. Bien qu'il soit avant-centre, il lui arrivait de devoir jouer au poste d'arrière central. Avec Sant Andreu, il marque 94 buts[réf. nécessaire], ce qui en fait le meilleur buteur de l'histoire du club.
Manuel Va joue un total de treize saisons avec l'équipe première de Sant Andreu, ce qui est un record. Il met un terme à sa carrière en 1952, vingt ans après son arrivée au club.